# أكسوباييفو
أكسوباييفو (بالروسية: Аксубаево) هي مدينة في جمهورية تتارستان في روسيا.